# 5th Vermont Infantry
Le 5th Regiment, Vermont Volunteer Infantry (ou 5th VVI) est un régiment d'infanterie d'une durée de vie de trois années dans l'armée de l'Union pendant la guerre de Sécession. Il sert sur le théâtre oriental, principalement dans le VIe corps, de l'armée du Potomac, de septembre 1861 à juin 1865. Il fait partie de la brigade du Vermont.

## Historique
Le régiment entre dans le service fédéral du 16 septembre 1861, à St. Albans, au Vermont, sous le commandement du colonel Henry A. Smalley. Lors de l'organisation du régiment, outre Smalley qui est nommé colonel, Nathan Lord Jr. est nommé lieutenant colonel du régiment et Lewis A. Grant commandant.
Peu après son entrée en service, le régiment part à Arlington en  Virginie rejoindre le 2nd Vermont Infantry et le 3rd Vermont Infantry.
Il est engagé, ou, au moins sur les rangs, à Lee's Mill, Williamsburg, Golding's Farm, Savage's Station et White Oak Swamp au cours de la campagne de la Péninsule. À Savage's Station, le régiment subit de lourdes pertes alors qu'il est commandé par le lieutenant-colonel Lewis Addison Grant qui remplace le colonel Smalley absent pour maladie. Sur les 400 hommes engagés, 45 sont tués et 143 blessés dont 27 succomberont ultérieurement des suites de leurs blessures. Ce sont les plus lourdes pertes qu'un régiment du Vermont subit en une seule journée pendant la guerre ; à titre d'exemple, parmi la compagnie des Equinox Guards qui est décimée, quatre frères sont tués ainsi qu'un de leurs beaux-frères et un de leurs cousins. Un autre frère meurt apparemment des suites de ses blessures. Après cette bataille d'arrière garde qui a sauvé l'armée de McClellan en fuite, les Vermonters se dirigent vers White Oak Swamp qu'ils atteignent à l'aube. En début de l'après-midi, ils sont pris sous le feu de l'artillerie de Stonewall Jackson. Sous l'effet de ce bombardement, des mules transportant des pontons flottants sont effrayées et leurs charges tombent à l'eau. Le 5th Vermon reçoit l'ordre de les récupérer sous les tirs de l'artillerie. Malgré leurs efforts, ils ne parviennent pas à les récupérer, et le capitaine McMahon se jette à l'eau pour y mettre le feu afin d'éviter que les confédérés ne les récupèrent.  Il recevra la médaille d'honneur pour cette action après la guerre.  
Le régiment participe aux batailles de Crampton's Gap et d'Antietam au cours de la campagne du Maryland de 1862. En septembre 1862, le colonel Smalley démissionne et est remplacé par Lewis A. Grant au commandement du régiment. Il est engagé dans les combats à Marye's Heights à Fredericksburg, et à Salem Church.
Il participe aux batailles de Gettysburg et Funkstown au cours de la campagne de Gettysburg. Il combat à Rappahannock Station  et lors de la bataille de la Wilderness. Il est engagé à Spotsylvania, et à Cold Harbor au cours de la campagne de l'Overland.
Il combat à Charlestown, Opequon, Winchester, Fisher's Hill, et Cedar Creek lors de la campagne de la vallée de la Shenandoah et lors du siège de Petersburg.

### Exécution de John Tague
Au mois de décembre 1864, le régiment fait face à un déficit de ré-engagement de soldats. Parallèlement, les désertions s'accentuent. Le soldat John Tague de la compagnie A du 5th Vermont et le soldat George E. Blowers de la compagnie A du 2nd Vermont qui avait déserté le 2 juillet 1863 sont condamnés à être exécutés. L'exécution se fait devant la division de Howe le 18 décembre 1864. Les condamnés n'ont pas les yeux bandés. Deux pelotons de 12 hommes sont formés. John Tague meurt sur le coup contrairement à George E. Blowers.
Le soldat Fisk écrit de l"exécution : 

« J'en ai vu abattre nombre et par centaines sur le champ de bataille et j'ai été aux côtés de camarades tombés morts ; mais je crois n'avoir jamais rien vu de tel que toute âme tombe dans l’effroi que de voir ces deux soldats abattus de sang-froid selon le jugement de fer de la loi militaire. Que Dieu soit loué qu'aucune autre  punition semblable ne soit plus nécessaire dans l'armée du Potomac. »

— Fisk, 1861-1865 Union Executions

## Commandants du régiment
- Colonel Henry A. Smalley[1], septembre 1861 - 10 septembre 1862[7]
- Colonel Lewis A. Grant[1], septembre 1862 - février 1863
- Colonel John R. Lewis[1], février 1863 - juin 1865

## Pertes
Le régiment perd pendant le service : 201 hommes tués et mortellement blessés, 4 sont morts d'un accident, un est exécuté, 21 sont morts dans les prisons confédérées et 112 sont morts de maladie ; soit un total de 339.
Le régiment quitte le service le 29 juin 1865.